# Шайбс (округ)
Шайбс — політичний округ Австрійської федеральної землі Нижня Австрія. 
Округ поділено на 18 громад:

Міста
1. Шайбс (4345)
2. Візельбург (3627)

Ярмаркові містечка
1. Грештен-Ланд (1530)
2. Пухенштубен (334)
3. Пургшталль-ан-дер-Ерлауф (5284)
4. Санкт-Антон-ан-дер-Єсніц (1277)
5. Санкт-Георген-ан-дер-Лейс (1324)
6. Візельбург-Ланд (3107)
7. Вольфпассінг (1332)

Сільські громади
1. Гамінг (3583)
2. Гештлінг-ан-дер-Іббс (2196)
3. Грештен (1977)
4. Лунц-ам-Зее (1944)
5. Оберндорф-ан-дер-Мельк (3004)
6. Рандегг (1 951)
7. Райнсберг (1025)
8. Штайнакірхен-ам-Форшт (2325)
9. Ванг (1294)

## Демографія
Населення округу за роками за даними статистичного бюро Австрії

## Виноски
| Австрія | Це незавершена стаття з географії Австрії. Ви можете допомогти проєкту, виправивши або дописавши її. |